# Джон Д. Грехем
Джон Д. Грехем (англ. John D. Graham, первісно Домбровський Іван Грацианович, 27 грудня 1886, Київ — 1961, Лондон) — художник зі Сполучених Штатів, українець за походженням.

## Життєпис
Народився в місті Київ. Батьки — київський адвокат Граціан-Ігнатій та Юзефа (Бржезинська) Домбровські. Хрещений у п'ятирічному віці в Костелі Святого Олександра, про що існує відповідний запис. Польський дворянин. Потомок Яна Генрика Домбровського. Навчався в Імператорському Ліцеї Цесаревича Миколая міста Москви. Отримав юридичну освіту в Київському університеті Святого Володимира. Після закінчення слугував земським начальником у Владимирський губернії. У 1915 вступив до Николаєвського Кавалерійського Училища міста Петрограда, яке закінчив портупей-юнкером, і в чині корнета увійшов до Черкеського кінного полку «Дикої Дивізії». Воював на румунському фронті. Нагороджений Хрестом Св. Георгія.

## В більшовицькій Росії
1918 року в Москві був арештований більшовиками за участь у монархічному заколоті та засуджений до розстрілу, але після чотирьох місяців ув'язнення у Таганській та Бутирській в'язницях вийшов на свободу і в тому ж році залишив межі більшовицької Росії, переїхавши в Польщу. 1920 року разом із другою дружиною та сином-немовлям Миколою емігрував в Сполучені Штати. Відтоді питання повернення в СРСР або в Україну не стояло.

## В Сполучених Штатах
Пройшов художнє навчання в Студентській художній лізі в місті Нью-Йорк. Користувався порадами художника Джона Слоана, представника школи «Кошик для сміття».
1925 р. перебрався в Балтимор із своєю третьою дружиною, художницею Елінор Гібсон. Митець одружився вчетверте, пошлюбившись із Патрісією Томпсон.
1927 р. натуралізувався у США, де обрав нове офіційне ім'я Джон Д. Грехем. В Балтиморі митець приєднався до товариства місцевих модерністів та брав участь в виставці разом із ними. Окрім творчості займався колекціонуванням та виступав як імпресаріо. Так, 1942 року брав участь в створенні групової виставки в галереї Мак-Міллана (Нью-Йорк), де поряд з творами Пабло Пікассо, Анрі Матісса, Амедео Модільяні були представлені твори багатьох художників-абстракціоністів Сполучених Штатів (Лі Краснер, Джексон Поллок та ін.) В самому Нью-Йорку митець виступав з публічними лекціями про тогочасне мистецтво та місце в ньому модернізму і абстракціонізму.
Джон Д. Грехем, Ганс Гофман, Пол Кадмус, Стюарт Девіс, Антон Рефреж'є утворювали групу митців, що залишилась на позиціях реалізму та «фігуративного живопису» (з різними домішками модернізму) в десятиліття, коли в мистецтві Сполучених Штатів панівні позиції захопив абстрактний експресіонізм.
Автор неймовірно впливової в свій час книги Система і Діалектика Мистецтва (1937), що на багато років вперед визначила, й визначає до цього дня, основні напрями західної митецької думки.

## Родини
Був неодноразово одружений. Дружина Патрісія Томпсон вдовою зберігала картини митця та передала частку з них в Музей сучасного мистецтва в Нью-Йорку.

## Вибрані твори
- «Автопортрет»
- «Акробат в рожевому»,1927
- «Натюрморт з гітарою» 1928
- «Абстрактна композиція», 1930
- «Жіноча голова», 1939
- «Мексиканський пікадор», 1940
- «Натюрморт на столі», 1940
- «Погруддя вояка», 1942
- «Пані Целія», 1944, Музей мистецтва Метрополітен
- «Косоока Целія», 1944, Музей сучасного мистецтва, Нью-Йорк
- «Оголена модель»
- «Цирковий кінь на арені»
- «Жартівливий автопортрет з ріжками на голові»
- «Адольфо та Анна Сапоретті», 1946
- «Пані Целія», 1941